# Klausismus
Klausismus je neologismus odvozený od osobního jména, označující ideologii blízkou myšlenkovému světu Václava Klause. Poprvé jej použil Mirek Topolánek na 13. sjezdu ODS v roce 2002, když za přítomnosti Václava Klause ucelenou ideologii klausismu s trochou nadsázky ztotožnil s odéesovským myšlenkovým schématem. Podobně tehdy o „klausismu” hovořil i bývalý politik ODS Jan Kasl. Samotnému Klausovi tento výraz nevadil. Později ale Topolánek posunul výraz „klausismus“ významově jinam, v tom smyslu, že klausismus nelze s Václavem Klausem ztotožňovat, a hovořil dokonce o „klausismu bez Klause“.
V článku Karla Hrubeše pro Lidové noviny byly za „klausismy“ označeny méně obvyklé výrazy, většinou končící příponou -ismus (kupříkladu NGOismus a havlismus), které Klaus zavedl anebo často užívá ve svých vyjádřeních.
Klausismus v širším smyslu označuje soubor politických postojů a názorů spojených s Václavem Klausem. Jeho ideologie bývá často spojována s:
- Euroskepticismem – tedy odmítavým nebo kritickým postojem k hlubší integraci v rámci Evropské unie, důrazem na národní suverenitu a odmítáním centrálního rozhodování z Bruselu.
- Nacionalismem – zdůrazňováním významu národních zájmů, národní identity a národní kultury, často s kritikou nadnárodních struktur.
- Ekonomickým liberalismem – zejména v podobě monetarismu a důrazu na volný trh, malý stát a nízké daně.
- Kulturním konzervatismem – například v podobě kritiky „nových ideologií“ jako environmentalismus, humanrightismus nebo NGOismus, které Klaus označuje za módní a nebezpečné směry ohrožující tradiční hodnoty.

## Použití a definice
Politolog Jiří Pehe ve své sarkastické analýze klausismu z roku 2011 zmínil, že podle některých Klausových kritiků hlavním nebezpečím pro Českou republiku nejsou „ismy“ vyjmenované a do hloubky analyzované prezidentem Klausem, ale především onen zmíněný „klausismus“, který je deviantní. Pehe mezi myšlenkovými výboji klausismu jmenoval například pronikavé upřesnění rozdílu mezi homosexualitou a homosexualismem v Klausově projevu na univerzitě v Melbourne, mezi environmentem a environmetalismem, lidskými právy a humanrightismem, nevládními organizacemi a NGOismem, Evropskou unií a evropeismem, přičemž tyto -ismy označuje Klaus vesměs za velmi nebezpečné módní ideologie. Pehe naznačil, že pokud bychom mezi módní -ismy zařadili i klausismus, mohli bychom se nadít teorií, že se coby odnož klausismu rodil v Klausově okolí hradismus, hájkismus či bátorismus jako nebezpečně módní obdoby fašismu.
Rovněž Karel Hvížďala se klausismem zabýval v roce 2011 v reakci na propagaci termínu homosexualismus Václavem Klausem a dalšími jemu myšlenkově blízkými lidmi (Petr Hájek, Ladislav Jakl). Klausismus je podle Hvížďaly velmi nebezpečný. Hvížďala jej spojuje s Klausovou podporou Ladislava Bátory a Akce D. O. S. T., popíráním znevažující příznačnosti termínu „deviant“ či Hájkovou podporou svobody slova pro neonacisty. Podle Hvížďaly je nebezpečí klausismu v tom, že kontroverzní témata využívá v médiích k upozorňování na aktéry a udržování vysoké frekvenci jejich jmen ve veřejném prostoru. Zároveň tím ale boří poslední zbytky židovsko-křesťanské hierarchie hodnot, na nichž naše civilizace stojí, ač se na ně pokrytecky odvolává, a tím rozkládá křehké demokratické instituce v České republice a posiluje faktickou pozici Hradu.
Týdeník Ekonom v dubnu 2011 použil termín klausismus při srovnání Klausovy ideologie s gaullismem, s nímž má mnoho společných rysů. Podle tohoto srovnání se působení obou shoduje ve snaze o posílení role prezidenta, v Klausově případě ovšem neformální a často balancující na hraně ústavy.
Politolog Bohumil Doležal podstatu klausismu, Klausovy ideologie, vidí v boji proti „ismům“: environmentalismu, humanrightismu, europeismu, NGOismu a homosexualismu, tedy proti tomu, co je na Západě naopak podporováno. Naopak má být bagatelizován islámský radikalismus a imperiální probuzení Ruska. Podle něj klausismus „znamená odklon od reálné politiky, která se zabývá konkrétními tématy, od masarykovské „politické práce drobné“ k nafouklým a ve skutečnosti málo atraktivním ideologiím“.
V roce 2012 Jiří Pehe shrnul klausismus jako „kombinaci monetarismu, národnického populismu a mocenského oportunismu“, kterým se řídila ODS pod Klausovým vedením v období po tzv. sarajevského atentátu v roce 1997.
Jazykovědkyně Olga Martincová se v článku pro Lidové noviny z 19. listopadu 2012 zabývala výrazy v češtině, které Klaus razil. Zařadila mezi ně termíny jako Sarajevský atentát a opoziční smlouva, nebo novotvary končící příponou -ismus, jako NGOismus a havlismus. Viděla v nich projev Klausovy jazykové kreativity.